# Урселину (вулкан)
Урселина — это вулкан, который находится недалеко от округа Урзелина, входящего в состав муниципалитета Велас на острове Сан-Жоржи, на Азорских островах.
Он извергался в течение мая и июня 1808 года, что привело к значительным разрушениям и гибели более 30 человек в Урзелине. В результате образовалось обширное базальтовое поле вулканических пород, простирающееся до самого Понта-да-Урзелина. Это извержение стало последним подводным событием, произошедшим на Азорских островах. Большинство более поздних извержений происходили вдоль подводных жерл. Например, извержение Капелиньюша в 1957-1958 годах началось как подводное, но затем переросло в наземное, а извержение Серреты в 1998-2001 годах было исключительно подводным и никогда не достигало поверхности.
Бокас-де-Фогу, или Бокас-де-Фогу-да-Урзелина, — это неофициальное название вулкана, которое используется только на местном уровне. Однако оно не встречается ни в научной литературе, ни на административных картах.

## История извержения в 1808 году
Поздним утром 1 мая 1808 года, после нескольких дней сильных землетрясений, которые вызывали около восьми подземных толчков в час, в предгорьях Манадаса произошло извержение вулкана. Извержение затронуло и другие районы, сопровождаясь выбросами газов и потоками лавы. В результате этого стихийного бедствия в округе Урзелина было зарегистрировано несколько смертельных случаев и значительные разрушения.
События, связанные с извержениями, были реконструированы по различным описаниям, полученным после этого события, наиболее значимое из которых принадлежит священнику Жуану Игнасио да Сильвейре. Исходя из этих рассказов, он писал о "огромном огненном облаке", которое поднялось над округом Урзелина, за которым последовали обильные выбросы пепла:

Ранним утром 1 мая 1808 года, земля сотрясалась с такой частотой, что мы насчитали около восьми подземных толчков в час. Один из них был настолько сильным, что разбудил всё население. В тот же день, когда люди молились в церкви, произошло ещё одно землетрясение, заставив их покинуть её. С 11 на 12 число того же месяца произошли другие землетрясения, и совсем рядом раздался такой громкий звук... Вскоре мы увидели огромное облако дыма над самой высокой горой округа Урзелина, на пике Антониу Жозе де Секейра. Это облако окутало самое высокое небо, описав дугу над округами Манадас и Урзелина. Из жерла этого вулкана доносился такой сильный и непрерывный грохот, что он призывал жителей этого острова к суду Божьему. Люди в страхе бежали, чтобы обратиться к Богу, но вскоре жители прихода Урцелина испугались и оставили своего викария, преподобного Хосе Антониу де Барселлоса, в ризнице его церкви. В тот же день пошёл такой сильный песчаный дождь, что дома на мысах и поля были засыпаны песком, который оставался толщиной в семь ладоней. В виноградниках Кастеллетес ситуация была ещё более тревожной: часовня Санта-Рита в приходе Манадас почти рухнула под тяжестью песка. Из центра сразу же вырвались языки пламени, которые достигли небес, разбрасывая горящие камни по земле. 8 пальм, на расстоянии четырёх лиг, и другие, высотой в 16 пальм или меньше, поднимались на такую же высоту и падали густыми ливнями. Наступивший трагический вечер привёл жителей этого острова в замешательство, когда они увидели огонь и горящие камни, которые вылетали в виде метеоритов и, казалось, падали на людей. Окна церкви, казалось, вот-вот разобьются от эха звука, угрожавшего нашей жизни. До вторника, третьего дня того же месяца, огонь вспыхивал в семи местах, в результате чего жерло вулкана находилось недалеко от Рибейра-ду-Арьейру. К полудню пожары утихли: утром в среду, четвёртого дня того же месяца, между Рибейрасом и источником Фаха вспыхнул пожар, который создал облако сернистого порошка и грязи, которые, казалось, сожгли это место. В Урзелине быстро провели процессию к площади Фаха с изображением сеньора Санто Кристо и Носсы Сеньоры дас Дорес. В конце концов они встретили отца Хосе де Соуза Мачадо, который возглавил процессию с Носсой Сеньорой дас Энкарнасан и другими людьми, которые чуть не задохнулись от сернистого порошка, который был в воздухе. Присоединившись к этой оживлённой процессии, они добрались до часовни Носса-Сеньора-ду-Детерру, но им пришлось приложить немало усилий, потому что на пути к вершине выпадало много серы, а воздух был таким липким, что многие деревья падали под их тяжестью, и это сказывалось на путешествиях. Ещё через семь дней в окрестностях прихода Санто-Амаро вспыхнул пожар, где открылись два очага возгорания, похожие на два огромных оврага из текучего материала. На второй день мы столкнулись с более чем миллионными полями лавы в направлении центра города. Дома были разрушены, вынудив людей бежать. Викарий, преподобный Амаро Перейра де Лемос, потерял сознание, а его сестра Д. Анна Мария де Лемос сошла с ума. Исповедник Веласа, преподобный Антониу Мачаду Тейшейра, когда пожар добрался до деревни, забеспокоился, что им следует уехать, и приказал отправить Причастие в Бейру. Это привело к запустению этого района, которую невозможно было объяснить. Монахини отправились в церковь в Росаисе, духовник и другие священнослужители — в Файал, судья — в Пико, а большинство жителей, почти вся деревня, отправились в Бейру и Росаис. В этом движении не было необходимости, потому что в тот день, когда они это сделали, те, кто видел пожар, отмечали, что они почти не бежали, и в основном по оврагам. Местность, по которой прошёл упомянутый пожар, оставалась разбитой, а гроты — внушительными. Дорога была разбита так, что по ней не проезжали ни машины, ни люди.

Подобный случай был описан Жуаном Соарешем де Альбергарией де Соуза в его квазиполитическом труде «Corografia Açórica»:

Вулкан, извержение которого мы наблюдали в 1808 году в Лагоиньясе, на горном массиве к северу от деревни Урзелина, также извергался в Антре-Рибейрас, который находится в Вид с острова Файал во время извержения 1808 года, показывающий места извержения и изображения пирокластических потоков, спускающихся со скал Манадаса. к северо-западу от этого района, а затем в Ареясе. Первый язык лавы был выброшен из-за многодневного выброса огромного количества материала. В течение семи дней солнце было закрыто плотной атмосферой, наполненной вулканическими испарениями. Шли пепловые дожди, а остров пережил многочисленные и сильные сотрясения. В почве вокруг вулкана образовались глубокие трещины, которые раскрылись на площади от 88 до 132 сантиметров. Этот вулкан непрерывно изливался в море, оставляя землю покрытой лавой примерно на высоту 990 сантиметров.

Вулканическая активность продолжалась до 4 мая в нескольких точках над Урзелиной, распространяясь на расстояние до 1,5 км в сторону Энтре-Рибейраса. 11 мая был затронут округ Санто-Амаро, когда из двух кратеров начала извергаться лава, вынудив население эвакуироваться. 

### Пирокластические потоки
Через пятнадцать дней после первого извержения над Урзелиной снова произошла взрывная активность. Этот новый эпизод сопровождался выбросом лавы, которая уничтожила большую часть округа. В результате образовались газовые облака и начался новый пожар, унёсший жизни тридцати человек, как описал Жуан Тейшейра Соареш:

Вулканическая активность постепенно утихла, но кратеры продолжали дымиться в течение многих дней, и это было заметно вблизи разломов в течение многих лет. Значительное повышение температуры было отмечено травянистыми растениями, которые покрывали почву. Лавы также сохраняли сернистые газы в течение многих лет. Из описанных нами явлений, которое, по-видимому, привлекло наибольшее внимание геологов, было новое горение. Камни, наполненные влажным порошком или тестом, становились тяжёлыми и падали на землю. по бокам, в море. Это приводило к ужасной силе переноса. Попадание самой легкой части в органы дыхания приводило к смерти. Аналогичное явление, как мы видели, имело место в 1580 году... Извержение 1808 года - самая привлекательная из известных в геологической истории. Многие ее части уже превратились в разветвленные пласты. Графическое изображение кратеров и лавы того или иного вулкана наглядно демонстрирует их историю и взаимосвязь.

В журнале «Revue Scientifique de la France et de l'Etranger» Фердинанд Андре Фуке, описывая извержения 1580 и 1808 годов, подтверждает, что в двух кратерах, которые он исследовал, были последствия пирокластических потоков:

Они были покрыты влажной пылью, которая оседала по краям, слегка касаясь поверхности почвы. При контакте с токсичными веществами растения немедленно увядали и погибали. Удушающая сила этих облаков, их близость к поверхности почвы и постоянное движение вдоль склонов указывают на главный элемент... Наличие смертоносного и плотного газа, вероятно, свидетельствует о наличии углекислого газа. Его непрозрачность объясняется слабым сгущением водяного пара и красноватым цветом вулканической пыли, которая была настолько тонкой, что удерживалась во взвешенном состоянии смесью газов и паров. Воздействие на растения, без сомнения, доказывает, что хлорная и сернистая кислоты, выделяющиеся вместе с водяными парами, были унесены с собой. В свидетельствах об извержении 1808 года нет упоминания о пламени.

Жуан Тейшейра Соареш, автор журнала «O Jorgense», в номерах от 15 августа и 1 сентября 1872 года, опубликовал похожее описание. Он был более конкретным, указав, что примерно 5 июня, спустя десять дней после первых выбросов, охватывающих остров, испарения распространялись на восток и запад, вызывая резкое повышение температуры и уничтожая растительность.

### Ядовитые газы
Фуке продолжил:

Внимание к этому извержению было привлечено, главным образом, из-за страха перед ядовитыми веществами, которые оно вызвало. Согласно одной легенде, возможно, несколько преувеличенной, люди и животные погибли, потому что едва могли дышать этими ядовитыми испарениями. Очевидно, что в 1808 году в Нью-Ардентсе было более влажно, а температура ниже, чем в 1580 году. Согласно свидетельствам, облака первого извержения содержали «языки пламени», что, вероятно, подтверждало, что они несли раскаленные материалы. Разрушительное воздействие было вызвано хлорирующей способностью его природных геохимических свойств, которые сильно отличались от явлений 1808 года. Обычно, идентификация названий, данных местными жителями в течение двух столетий, этих необычных проявлений на самом деле оправдана по многим причинам. В обоих случаях наблюдались испаряющиеся массы, непрозрачные, наполненные порошкообразными веществами, которые спускались по склонам гор вдоль поверхности почвы и убивали растения и животных. Существование «пламени» в «новом огне» 1580 года вызывает больше подозрений, потому что, если мы понимаем газы, при сгорании которых образуется пламя, с большим трудом они могут перемещаться по воздуху, не воспламеняясь. Признавая также, что при обоих извержениях была значительная разница в температурах нового вулкана, мы не можем найти в этом уникальном факте достаточных различий, чтобы указать на два абсолютно различных явления. Описанные хлорирующие воздействия были представлены неопытными наблюдателями. Ситуация в тех местах, где они были произведены, расстояние, более или менее удаленное от точек выбросов, переменная скорость извержения вулкана, климатические условия, характерные для атмосферы во время каждого извержения, и многое другое все еще могли повлиять на ситуацию и значительно изменить разнообразную интенсивность воздействий, вызванных тепловыми явлениями. Очевидно, что свидетели извержения 1808 года были правы. Подобные явления наблюдаются вблизи других вулканов, но, возможно, некоторые из них пережили лучше, чем два извержения в Сан-Жоржи. Я гораздо больше настаиваю на своем исследовании, потому что оно, по-видимому, дает ключ к некоторым проблемам, обнаруженным при эксгумациях в Помпеях. Странное положение скелетов, обнаруженных посреди дорог римского вулканического некрополя, в большинстве случаев очень трудно объяснить. Прежде всего, это аналогия с явлениями, которые мы наблюдали при современных извержениях Везувия. Это является причиной выпадения пепла, хотя и более обильного и насыщенного влагой, который, например, обрушился на землю и привел к удушению мужчины, который был найден мертвым, когда бежал по дороге общего пользования в компании двух дочерей. Пришлось использовать газ, вызывающий головокружение, чтобы убить всех троих в момент спонтанной агонии... Из всей лавы, которая текла по Азорским островам после прибытия португальцев, 1808 год был самым изменчивым. Сначала здесь появились маскки и лишайники, затем травянистая растительность и, наконец, кусты и деревья. На самом деле, некоторые участки превращаются в маты, в то время как там, вблизи слоев лавы 1580 года, они начинают распадаться.

Эти удушливые газы, возможно, были карбоновой кислотой и представляли опасность для людей. Густой водяной пар, который, конденсируясь, приобретал красноватый оттенок, быстро и незаметно распространялся по местной растительности, оставляя после себя смесь хлорной и серной кислот в виде водных паров.
События происходили в районе семи кратеров, известном как Лагоиньяс. Наиболее заметные последствия были видны в окрестностях Сан-Матеуш. От самой церкви сохранилась только колокольня, которая стала символом острова Сан-Жоржи. Даже после извержения вулкана из кратеров и лавовых потоков продолжали выходить газы.

### Реакция
Оказавшись в изоляции, судьи и оставшиеся члены городского совета, назначенные королевской грамотой от 12 декабря 1806 года, собрались в муниципальных палатах. Среди них были капитан Амаро Тейшейра ди Соуза, старший сержант Жозе Соареш де Соуза, капитан Жуан Игнасио да Сильвейра и муниципальный прокурор Хорхе Жозе Ковильян. Они посвятили себя борьбе с кризисом, тщательно фиксируя все свои действия в бухгалтерской книге.
Генерал-капитан Д. Мигель Антонио де Мело, осознавая трудности, с которыми сталкиваются жители острова, 18 мая издал указ о бесплатной раздаче еды. Он также рекомендовал им молиться о «божественной милости» и предложил свою помощь на острове, если его присутствие будет способствовать улучшению ситуации. В письме от 23 июля муниципальная палата приняла предложение генерала о поставках хлопьев и продуктов питания. Однако писатель Хосе Феликс Родригес Мендес отметил:

Я хотел бы попросить вас обратить внимание на бедность, которая царит на этом острове. Если бы вы могли представить Нашему Королевскому Высочеству предложение упразднить полк ополчения, в который входит большая часть обнищавших жителей, это было бы величайшим подарком. Эти бедные люди не имеют никакого дохода, но они получают жалованье. Что ещё более прискорбно, они вынуждены носить только туники, даже без рубашек. Если ваше превосходительство действительно стремится защитить этот остров, почтить нас и сделать нам величайший из возможных подарков, сейчас самое подходящее время для этого.

Запрос был направлен на освобождение нескольких крепостных, которые могли бы помочь в восстановлении. Однако гражданский губернатор и генерал-капитан, ответив на него гневным письмом от 21 октября, были оскорблены подписантами и потребовали отстранить их от занимаемых должностей. В результате Хосе Феликс Родригеш Мендес был отстранён от должности в муниципальной палате. Из личной неприязни капитан-генерал продолжил, что ему приходилось прибегать к таким же обычным стратегиям, как у Антонио Себастьяна Эспинолы, из-за Высотный указатель вдоль Серра-де-Лагоиньяс с деревней Урзелина вдалеке нелепостей. Он добавил: «Вы заслуживаете того, чтобы я отдал приказ о вашем задержании и арестовал вас по моему приказу!».

### Последствия
В результате извержения вулкана более тридцати человек погибли. Несколько Азорских островов пострадали от дождей пепла, которые шли с 5 по 10 июня. Особенно пострадали Пику, Терсейра и Сан-Мигел. Кроме того, во время извержения на некоторых островах, таких как Фаял и Пику, ощущались постоянные землетрясения.
Во время этих событий на острове произошло несколько землетрясений, что побудило чиновников из Орта направить свою личную помощь на остров. В рамках этой помощи группа жителей отправилась в Велас, чтобы предложить поддержку и гостеприимство многим местным жителям, которые пострадали от кризиса.
Позже, в своих трудах, Жуан Тейшейра Соареш отметил, что приходской священник Хосе Антонио де Барселлос назвал это событие одновременно чудом и божественным провидением. Он много лет просил о помощи в строительстве нового прихода, но получал лишь уклончивые ответы. Однако, когда к власти пришёл генерал-капитан Франсиско де Борха Гарсао Стоклер, ситуация изменилась. После извержения вулкана в 1808 году, расходы на строительство нового прихода были увеличены, и благодаря жертвам местных жителей, этот проект был успешно осуществлён.
Последствия извержения ощущались даже в 1810 году. В том году трое мужчин погибли, задохнувшись, когда пытались очистить бассейн с солёной водой на побережье Урзелины. Как выяснилось позже, бассейн был загрязнён пеплом. К тому же, во время раскопок, проведённых в июне 1877 года, в дополнение к множеству руин был обнаружен дом,  некогда принадлежавший Хорхе Соаресу де Авелару.